# Proceratosauridae
Proceratosauridae é uma família de dinossauros tiranossauróides primitivos. Também chamados de proceratossaurídeos, geralmente eram menores e de menor constituição que os tiranossauróides mais avançados e possuíam cristas em seus crânios.

## Classificação
A família pertence à linhagem dos tiranossauros. Foi nomeado pela primeira vez em 2010 por Oliver Rauhut e colegas em sua reavaliação do gênero tipo, Proceratosaurus. Seu estudo apoiou a ideia de que o Proceratosaurus é um coelurossauro, um tiranossauro, e mais intimamente relacionado com o tiranossauróide chinês Guanlong. Eles definiram o clado contendo esses dois dinossauros como todos os terópodes mais próximos do Proceratosaurus do que do Tyrannosaurus, Allosaurus, Compsognathus, Coelurus, Ornithomimus ou Deinonychus. Estudos posteriores incluíram o russo Kileskus e o chinês Sinotyrannus na família. Recentemente, considera-se que Proceratosauridae inclui Proceratosaurus, Guanlong, Kileskus, Sinotyrannus e os gêneros Stokesosaurus, Juratyrant e Dilong anteriormente reconhecidos como tiranossauróides não-proceratossaurídeos. Em sua reavaliação do Proceratosaurus, Rauhut et al. afirmou que os táxons dentários do Jurássico Superior e do Cretáceo Inferior anteriormente atribuídos à subfamília dos dromaeossaurídeos Velociraptorinae podem ser de natureza proceratossaurídica, devido à semelhança entre os dentes dos dois grupos e ao fato de que dinossauros de Velociraptorinae são desconhecidas do registro fóssil até o Cretáceo Superior. Isso significaria que Nuthetes e outros gêneros duvidosos são proceratossaurídeos em potencial.
Abaixo está o cladograma de Loewen et al. em 2013.
|  | Proceratosaurus |
|  |                 |
|  | Kileskus        |
|  |                 |
|  | Guanlong        |
|  |                 |

|  | Sinotyrannus                                                 |
|  |                                                              |
|  | \| \| Juratyrant \| \| \| \| \| \| Stokesosaurus \| \| \| \| |
|  |                                                              |
|  | Juratyrant                                                   |
|  |                                                              |
|  | Stokesosaurus                                                |
|  |                                                              |

|  | Juratyrant    |
|  |               |
|  | Stokesosaurus |
|  |               |

|  | Proceratosaurus |
|  |                 |
|  | Kileskus        |
|  |                 |
|  | Guanlong        |
|  |                 |

|  | Sinotyrannus                                                 |
|  |                                                              |
|  | \| \| Juratyrant \| \| \| \| \| \| Stokesosaurus \| \| \| \| |
|  |                                                              |
|  | Juratyrant                                                   |
|  |                                                              |
|  | Stokesosaurus                                                |
|  |                                                              |

|  | Juratyrant    |
|  |               |
|  | Stokesosaurus |
|  |               |

Uma análise de Brusatte et al. em 2016 forneceu uma filogenia parcimoniosa e bayesiana, com Yutyrannus sendo colocado dentro de Proceratosauridae como um táxon irmão de Sinotyrannus e Juratyrant e Stokesosaurus sendo colocados como tiranossauróides mais avançados em cada instância. A análise Bayesiana é mostrada abaixo.
|  | Kileskus                                                    |
|  |                                                             |
|  | \| \| Yutyrannus \| \| \| \| \| \| Sinotyrannus \| \| \| \| |
|  |                                                             |
|  | Yutyrannus                                                  |
|  |                                                             |
|  | Sinotyrannus                                                |
|  |                                                             |

|  | Yutyrannus   |
|  |              |
|  | Sinotyrannus |
|  |              |

|  | Kileskus                                                    |
|  |                                                             |
|  | \| \| Yutyrannus \| \| \| \| \| \| Sinotyrannus \| \| \| \| |
|  |                                                             |
|  | Yutyrannus                                                  |
|  |                                                             |
|  | Sinotyrannus                                                |
|  |                                                             |

|  | Yutyrannus   |
|  |              |
|  | Sinotyrannus |
|  |              |

|  | Kileskus                                                    |
|  |                                                             |
|  | \| \| Yutyrannus \| \| \| \| \| \| Sinotyrannus \| \| \| \| |
|  |                                                             |
|  | Yutyrannus                                                  |
|  |                                                             |
|  | Sinotyrannus                                                |
|  |                                                             |

|  | Yutyrannus   |
|  |              |
|  | Sinotyrannus |
|  |              |

|  | Kileskus                                                    |
|  |                                                             |
|  | \| \| Yutyrannus \| \| \| \| \| \| Sinotyrannus \| \| \| \| |
|  |                                                             |
|  | Yutyrannus                                                  |
|  |                                                             |
|  | Sinotyrannus                                                |
|  |                                                             |

|  | Yutyrannus   |
|  |              |
|  | Sinotyrannus |
|  |              |